# 中铁（上海）投资
中铁（上海）投资集团有限公司，注册地位于上海，隶属于中国铁路工程集团的上市公司中国中铁。业务性质为项目建设与资产管理。2017年，公司总资产26.06亿元，净资产10.27亿元，净利润0.11亿元。